# The Dream Girl (album)
The Dream Girl è un album a nome di Ray Anthony and His Orchestra, pubblicato dalla Capitol Records nel 1958.

## Tracce
Lato A
1. The Dream Girl – 2:18 (Ray Anthony, Donald J. Simpson) – Registrato il 12 novembre 1957 al Capitol Tower Studios di Hollywood, California
2. Bewitched – 2:27 (Richard Rodgers, Lorenz Hart) – Registrato il 12 novembre 1957 al Capitol Tower Studios di Hollywood, California
3. The Nearness of You – 3:00 (Hoagy Carmichael, Ned Washington)
4. When I Fall in Love – 2:25 (Victor Young, Edward Heyman) – Registrato il 12 novembre 1957 al Capitol Tower Studios di Hollywood, California
5. My Foolish Heart – 2:30 (Victor Young, Ned Washington) – Registrato il 12 novembre 1957 al Capitol Tower Studios di Hollywood, California
6. You'll Never Know – 2:35 (Harry Warren, Mack Gordon) – Registrato il 23 ottobre 1957 al Capitol Tower Studios di Hollywood, California

Durata totale: 15:15
Lato B
1. Pretend – 2:44 (Lew Douglas, Cliff Parman, Frank LaVare) – Registrato il 23 ottobre 1957 al Capitol Tower Studios di Hollywood, California
2. I Fell in Love – 1:51 (Jimmy Lover Man Davis) – Registrato il 12 novembre 1957 al Capitol Tower Studios di Hollywood, California
3. Darn That Dream – 2:38 (James Van Heusen, Eddie DeLange) – Registrato il 12 novembre 1957 al Capitol Tower Studios di Hollywood, California
4. I Didn't Know What Time It Was – 2:43 (Richard Rodgers, Lorenz Hart) – Registrato il 23 ottobre 1957 al Capitol Tower Studios di Hollywood, California
5. My Private Melody – 2:21 (Bjarne Hayer) – Registrato il 23 ottobre 1957 al Capitol Tower Studios di Hollywood, California
6. It's the Talk of the Town – 2:42 (Marty Symes, Al J. Neiburg, Jerry Livingston) – Registrato il 23 ottobre 1957 al Capitol Tower Studios di Hollywood, California

Durata totale: 14:59

## Musicisti
The Dream Girl / Bewitched / When I Fall in Love / My Foolish Heart / I Fell in Love / Darn That Dream
- Ray Anthony - tromba
- Gene Duermeyer - tromba
- Conrad Gozzo - tromba
- Al Porcino - tromba
- Hoyt Bohannon - trombone
- Francis Joe Howard - trombone
- Lew McCreary - trombone
- Jimmy Priddy - trombone
- Med Flory - sassofono alto, clarinetto
- Willie Schwartz - sassofono alto, clarinetto
- Jules Jacob - sassofono tenore
- Jeff Massingill - sassofono tenore
- Teddy Lee - sassofono baritono
- Geoff Clarkson - pianoforte
- Al Viola - chitarra
- Don Simpson - contrabbasso
- Eddie Grady - batteria
- Lou Singer - percussioni
- Sconosciuto - arrangiamenti

You'll Never Know / Pretend / I Didn't Know What Time It Was / My Private Melody / It's the Talk of the Town
- Ray Anthony - tromba
- Gene Duermeyer - tromba
- Conrad Gozzo - tromba
- Al Porcino - tromba
- Hoyt Bohannon - trombone
- Francis Joe Howard - trombone
- Lew McCreary - trombone
- Jimmy Priddy - trombone
- Med Flory - sassofono alto, clarinetto
- Willie Schwartz - sassofono alto, clarinetto
- Jules Jacob - sassofono tenore
- Jeff Massingill - sassofono tenore
- Teddy Lee - sassofono baritono
- Geoff Clarkson - pianoforte
- Al Viola - chitarra
- Don Simpson - contrabbasso
- Eddie Grady - batteria
- Lou Singer - percussioni